# گواوا

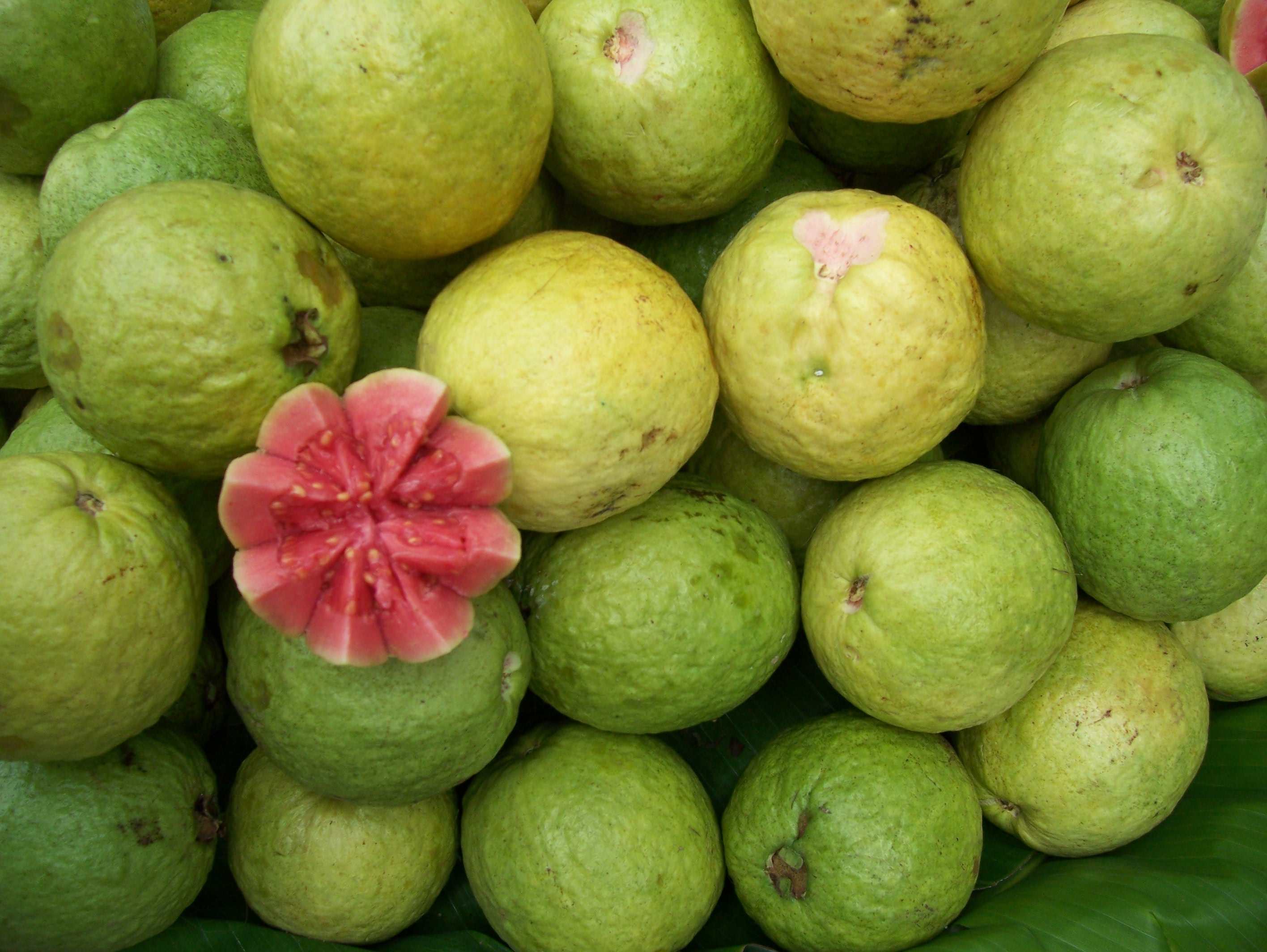
میوه‌های گواوا

گوآوا یا امرود (نام علمی Psidium guajava) نوعی گیاه گرمسیری با درختچه‌ای همیشه‌سبز از خانواده میرتاسه است که برگ‌های دربرابر هم دراز و بیضی شکل دارد. این درختچه بومی آمریکای جنوبی و آمریکای مرکزی، پرو، برزیل و مکزیک است و در مناطق دیگری از دنیا از جمله آسیای جنوبی (پاکستان و هندوستان) و بخش‌هایی از جنوب ایران نیز یافت می‌شود. گواوا درختچه‌ای همیشه سبز است و برگ‌های آن بدون کرک یا پوشیده از کرک است و گل‌های آن خوشبو است. پوست تنه گواوا سبز یا قهوه‌ای متمایل به قرمز است. دارای ریشه‌های سطحی است ریشه می‌تواند به گونه عمقی و پرپشت گسترش پیدا کند. گل‌های آن سفید و خوشبو هستند و در بهمن و اسفند به گل می‌نشیند. میوه آن چیزی همانند به زیتون یا انار کوچک است. چرا که در بالای میوه تاجی از کاسبرگ‌ها قرار دارد. میوه آن گوشتدار است. دانه‌های آن مانند دانه‌های انگور در گوشت قرار دارد. رنگ میوه قرمز یا زرد است. میوهٔ آن شیرین است و آن را خام یا پخته به شکل مربا و ژله می‌خورند. (این میوه هورکیتا هم نامیده می شود.)

## واژه‌شناسی
این میوه در زبان اردو امروٹ نامیده می‌شود که برگرفته از واژه فارسی امرود است؛ در زبان فارسی میانه ارموت و انبروت بوده‌است. در زبان سندی به نام زیتون خوانده می‌شود و نیز در مناطق جنوب ایران، به این میوه زیتون محلی نیز می‌گویند.

## گیاه‌شناسی

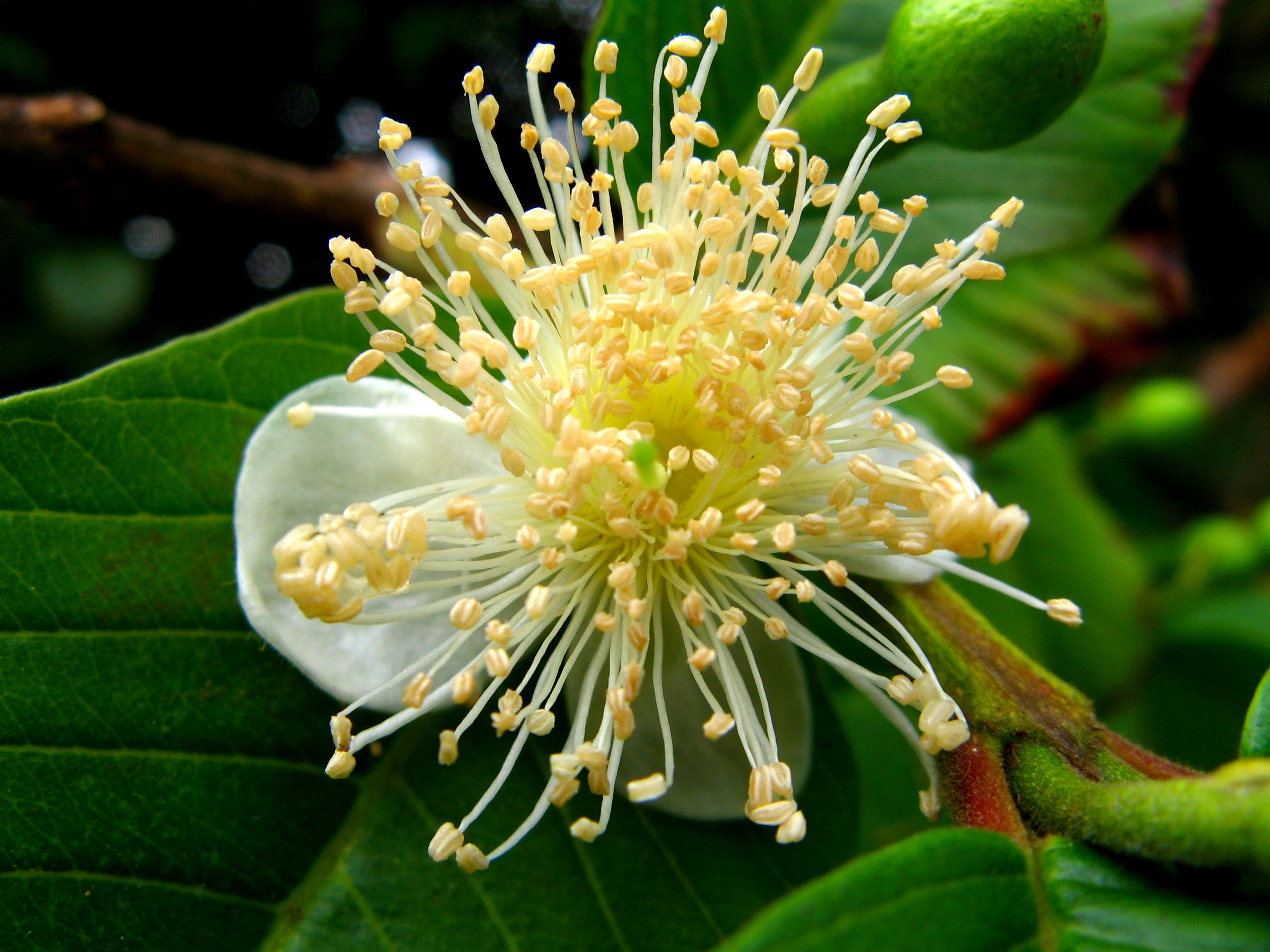
شکوفه گواوا

گیاه گواوا از خانوادهٔ میرتاسه و جنس پسیدیوم (Psidium) است. جنس پسیدیوم دارای ۱۵۰ گونه‌است، ولی اغلب خودرو هستند و دارای میوهٔ قابل بهره‌گیری نیستند، تنها شمار کمی از آن‌ها اصلاح شده و دارای فراورده مرغوب هستند. پاره‌ای از گونه‌ها به شکل پایه برای پیوند کردن گونه‌های مرغوب و دو رگ‌گیری به‌کار گرفته می‌شوند.
میوه از دید گیاه‌شناسی یک هسته چند دانه‌است که اندازهٔ قطر آن از ۲.۵ تا ۱۰ سانتیمتر متغیر و به شکل‌های گرد، بیضوی، مستطیلی، یا گلابی مانند است. رنگ پوست میوه زمانی که رسیده باشد، زرد ولی رنگ گوشت میوه می‌شود صورتی، کرم، سفید یا زرد بوده و بافت میوه هموار یا موجدار باشد. میوه گوشتی و ضخامت آن متفاوت است. دانه‌ها در درون گوشت پراکنده‌اند. در گونه‌های مختلف میوه‌هایی با اسید کم، میوه‌های شیرین و خوشمزه، میوه‌های بی‌مزه و بدون مزه، میوه‌های با میزان قند و اسیدیتهٔ کم یا اسیدیتهٔ بسیار هست.

## زادگاه و رویشگاه‌ها
این گیاه بومی مناطق گرمسیری آمریکا است. زادگاه اصلی این گیاه برزیل بوده ولی در زمان نامعلومی وارد کلمبیا شده‌است. اسپانیایی‌ها گواوا را به فیلیپین و پرتغال برده‌اند که از پرتغال هم به هندوستان وارد شده و به سرعت گسترش یافته‌است، زیرا دانه فراوان و رویش بسیار خوبی دارد. گواوا در بلندی ۱۵۰۰متری از سطح دریا در سیلان کشت شده‌است. کشورهای بزرگ از دید سطح زیر کشت گواوا بر این پایه‌اند: کشورهای جنوبی آسیا، هاوایی، ایسلند، کوبا و هندوستان.

## گواوا در ایران
گواوا سال‌ها قبل به ایران وارد شد و به گونه پرورشی در شمال و بیشتر جنوب ایران در استان‌های هرمزگان، بوشهر، سیستان و بلوچستان و جنوب کرمان و بخش‌هایی از فارس و خوزستان قابل کشت است. این گونه با نام زیتون محلی یا زیتون بندری نیز شناخته می‌شود. شهرستان‌های کنگان، بندر گناوه بندرعباس، میناب، رودان، سیاهو، چابهار،
نودژ، سرباز، نیکشهر از بسترهای تولید محدود گواوا در ایران است. زیتون در استان هرمزگان، بین مردم بومی طرفداران خود را دارد و دارای طعمی خاص و خوشمزه است ولی هنوز در فروشگاه‌های میوه، عمومیت نیافته‌است.

## ترکیب‌های شیمیایی

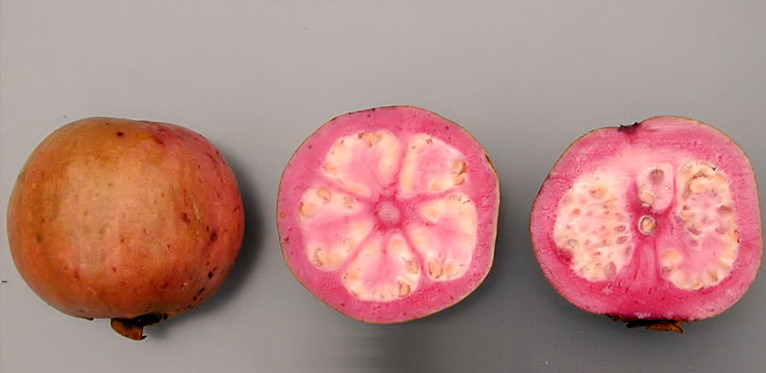
میوه گواوا

میوه گیاه گواوا دارای ترپنوئیدها، پکتین، روغن فرار و تانن است. در ۱۰۰ گرم از این میوه، ۸۲ درصد آب، ۷/۰ درصد پروتئین، ۶/۰ درصد چربی، ۱۱ درصد هیدرات کربن، کلسیم، فسفر، آهن، سدیم، پتاسیم، گونه‌های ویتامین‌های آ، ب، ایبوفلاوین و ویتامین ث هست.

## کاربردهای دارویی

میوه گواوا

از همه قسمت‌های این گیاه همانند میوه‌های جوان و نارس آن برای داروی ضد اسهال بهره‌گیری می‌شود. جوشانده پوست خشک درختچه برای درمان درد معده به‌کار برده می‌شود. همچنین برای رفع ناراحتی‌های پوست، همانند جرب و زخم‌ها کاربرد دارد. از برگ‌های گیاه به شکل آنتی‌بیوتیک در برابر استافیلوکوک‌ها بهره‌گیری می‌شود. بومیان در محل‌هایی که این گیاه می‌روید، از برگ‌های جویده شده آن که با دندان‌ها له شده و آغشته به بزاق شده باشد برای قطع خون‌ریزی زخم‌ها بهره‌گیری می‌کنند. از برگ این درخت درست همانند برگ چای بهره‌گیری می‌شود و آب فشرده میوه آن برای دیابت سودمند است. جوشانده برگ و پوست آن به شکل قاعده‌آور بهره‌گیری می‌شود و برای خانم‌ها پس از زایمان سودمند است. میوه رسیده و خشک شده آن برای درمان اسهال خونی مصرف می‌شود. میوه آن نرم‌کننده سینه بوده و برای عفونت‌های حاد گلو به نام گونه‌ای آرام‌کننده بهره‌گیری می‌شود.

## دیگر کاربردها

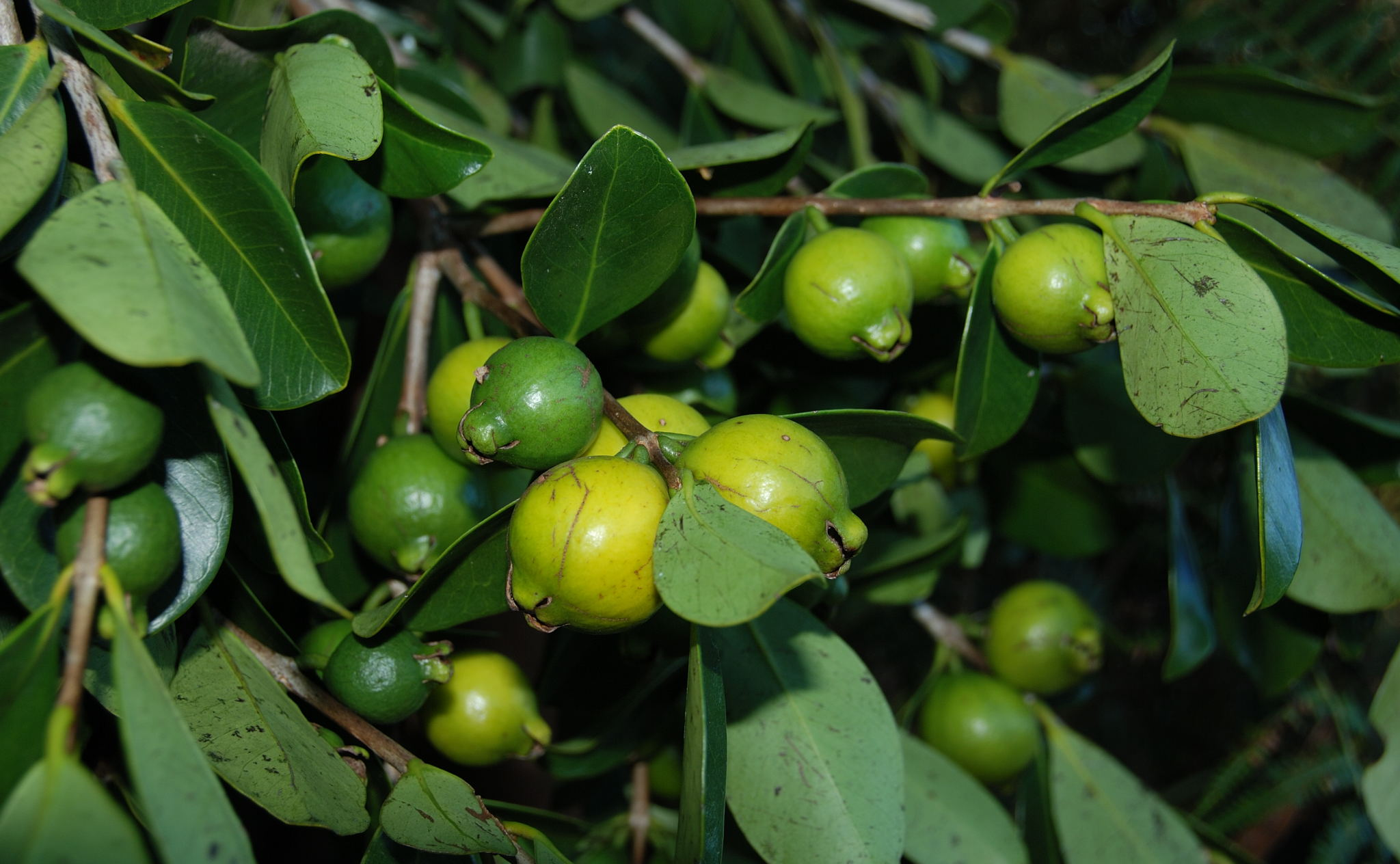
گواوای لیمویی

میوهٔ گواوا در حالتی که رسیده باشد، بسیار خوشمزه و خوش طعم‌است. مزه میوه ترش و شیرین (ملس) و عطر مطبوعی دارد. از پوست میوهٔ گواوا جهت تهیهٔ سالاد و دسر بهره‌گیری می‌نمایند. مصرف میوه در مراکز تولید به گونه تازه‌خوری بوده، ولی در تهیهٔ ژله، مارمالاد، کمپوت و پاره‌ای از مشروبات غیرالکلی هم کاربرد دارد. از گواوا همچنین می‌توان کرهٔ گیاهی و دوشاب تهیه کرد. از برگ گواوا در صنایع رنگ و تانن سازی به کار برده می‌شود. گواوا در زیاد کردن میزان ویتامین ث ژله و مارمالاد و فراورده‌های دیگر میوه‌ها هم به‌کار گرفته می‌شود.